# Atrichites triassicus
Atrichites triassicus là một loài rêu trong họ Polytrichaceae. Loài này được Ignatov & Shcherbakov mô tả khoa học đầu tiên năm 2011.